# Tulio Febres Cordero
Tulio Febres Cordero is een gemeente in de Venezolaanse staat Mérida. De gemeente telt 41.200 inwoners. De hoofdplaats is Nueva Bolivia.
De gemeente grenst deels aan het Meer van Maracaibo.